# Kokořík vonný

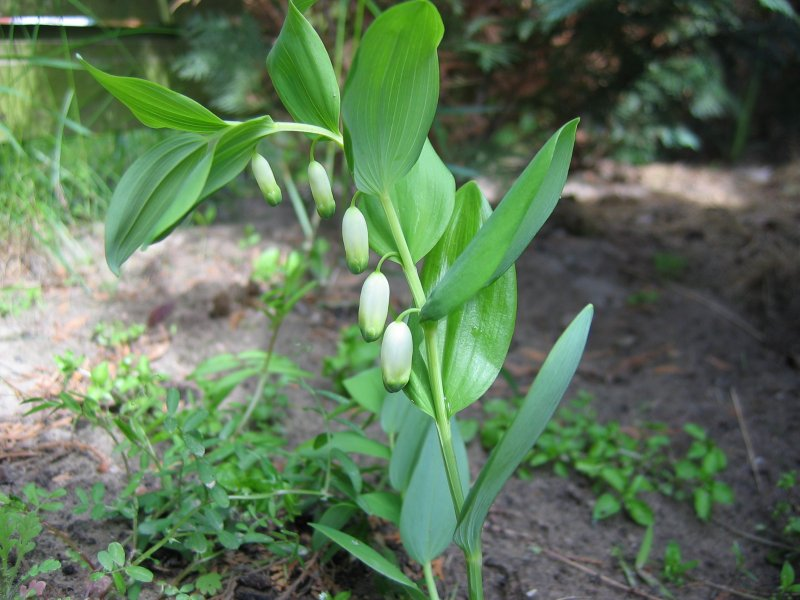
Lodyha s květy

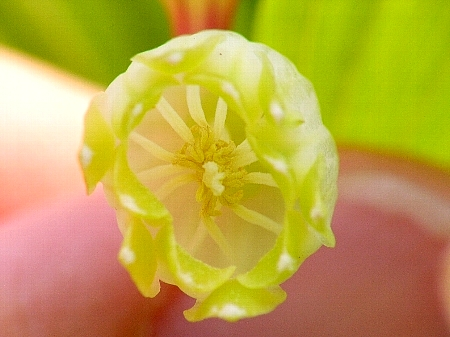
Okvětní trubka

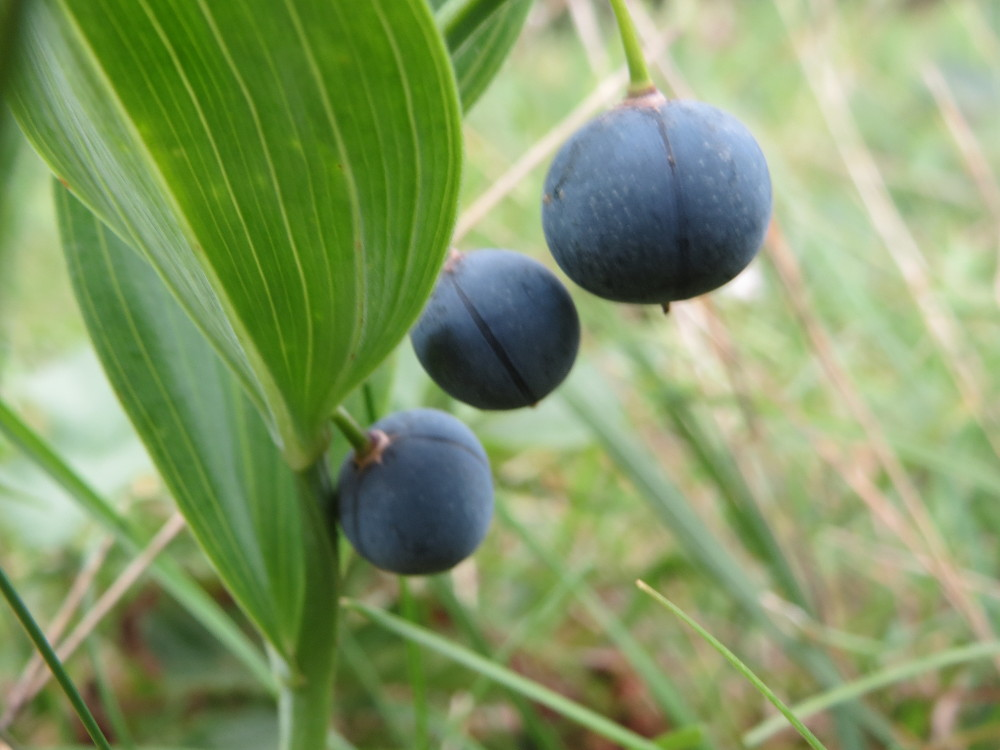
Dozrávající plody

Kokořík vonný (Polygonatum odoratum) je vytrvalá jedovatá rostlina vhodná do polostínu. V české přírodě je původní druh a v teplých oblastech roste roztroušeně až hojně. Vykvétá počátkem léta bílými, trubkovitými květy, které jsou na konci léta nahrazeny tmavě modrými bobulemi. Poměrně rychle vytváří kolonie pomocí dlouhých, plazivých oddenků.

## Toxicita
Bylina je toxická, obsahuje četné steroidní glykosidy, saponiny, třísloviny a škodlivé lektiny, nejvíce jsou koncentrované v plodech. Je jedovatá pro všechny savce, včetně lidí. Příznaky otravy jsou bolest hlavy, zvracení a úporný průjem. Rostlina, včetně plodů, je nechutně hořká a vyhýbají se jí i býložravá zvířata.

## Rozšíření
Roste téměř v celé Evropě, není známa pouze v Irsku a Nizozemí. Dále se vyskytuje v mírném pásmu Asie, od západní Sibiře a Kavkazu počínaje před Střední Asii, Mongolsko, severní Čínu až po ruský Dálný východ, Koreu a Japonsko. Zasahuje také do severní Afriky, kde je původním druhem v Maroku. V teplých oblastech roste až do nadmořské výšky 3000 m n. m.

## Ekologie
Kokořík vonný je geofyt vyskytující se nejčastěji ve světlých borových nebo smíšených lesích, po jejích od slunce odvrácených okrajích, na přistíněných stráních porostlých křovinami v rozsahu od nížin po pahorkatiny. Vyžaduje půdu výživnou, kyprou, průběžně vlhkou a dobře propustnou, nejlépe mu vyhovují stanoviště s vápnitým podložím. Na příznivých místech postupně vytváří rozrůstáním oddenků rozsáhle kolonie. Kvete v květnu a červnu, plody dozrávají v srpnu a září. Ploidie druhu je 2n = 20.

## Popis
Vytrvalá bylina vysoká od 15 do 50 cm s ostře hranatou lodyhou, která bývá přímá nebo mírně obloukovitě zakřivená. Lysá lodyha vyrůstá z plazivého, uzlovitého, šupinatého a hojně větveného oddenku tlustého 5 až 15 mm, vespod pod listy má několik blanitých, brzy opadávajících šupin. Listů bez řapíků vyrůstá na lodyze ve dvou řadách obvykle sedm až dvanáct. Jejich čepel je podlouhlá, široce eliptická až vejčitě kopinatá a lodyhu zpola objímající, bývá dlouhá 5 až 12 cm a široká 3 až 6 cm, je celokrajná, k oběma koncům zúžená a na vrcholu má tupou či ostrou špičku. Listy jsou poměrně tuhé, vzhůru směřující, mají zřetelné podélné žilky, svrchu jsou zelené a vespod sivě zelené.
Květy visí na svěšených, lysých stopkách asi 1 cm dlouhých, které vyrůstají z úžlabí listů většinou jednotlivě, jen vzácně po dvou. Květ je oboupohlavný, bílý až slabě nazelenalý a jak napovídá druhové jméno rostliny "vonný", jemně voní. Má šest okvětních lístků srostlých do nezúžené trubky dlouhé 15 až 20 mm a široké asi 5 mm, na konci se šesti trojhrannými, zelenavými, až 4 mm dlouhými cípy. V květu je šest tyčinek se zploštělými nitkami, které jsou asi v polovině k trubce přirostlé. Gyneceum je vytvořeno ze šesti plodolistů, semeník je svrchní, kulovitý, má tři oddíly a v každém bývá několik vajíček, štíhlá čnělka je zakončená třílaločnou bliznou. Květy jsou opylovány hmyzem, hlavně včelami.
Plod je kulovitá, dužnatá, ve zralosti modročerná, ojíněná bobule, která má v průměru asi 10 mm a obsahuje sedm až devět semen. Voskovité plody mají odporně hořkou chuť a jsou stejně jako celá rostlina toxické.

## Význam
Kokořík vonný se pro svůj vzhled a nenáročnost občas pěstuje v okrasných zahradách jako solitéra nebo podrost před jehličnatými či listnatými keři i pod vyššími stromy. Je ozdobný svými listy, květy i plody, celkem rychle se rozrůstá. Lodyhy s květy jsou vhodné i k řezu. Byly vyšlechtěny i jeho kultivary, jedním z nich je 'Red Stem' s vínově červenými stonky kontrastující se svěže zelenými listy.
Rostlina byla v minulosti využívána v léčitelství, používal se hlavně kořen sbíraný na podzim a sušený při nízké teplotě. Formou nálevů vnitřně jako diuretikum, stimulans metabolismu, nebo k léčbě srdečních chorob i pro celkové zklidnění, zevně se používal na obklady k ošetření ran, při nemocech kůže i na revmatismus.